# Alasmidonta
Alasmidonta is een geslacht van tweekleppigen uit de familie van de Unionidae.

## Soorten
- Alasmidonta heterodon (I. Lea, 1830)
- Alasmidonta undulata (Say, 1817)
- Alasmidonta varicosa (Lamarck, 1819)